# Johannes Christophori Alinus
Johannes Christophori Alinus, född 1624 i Sjögestads socken, död 1696 i Björkebergs socken, var en svensk kyrkoherde i Björkebergs församling.

## Biografi
Johannes Christophori Alinus föddes 1624 på Alorp i Sjögestads socken. Han blev 21 juni 1647 student vid Uppsala universitet. Alinus prästvigdes 1650 och blev samma år komminister i Bredestads församling. År 1670 blev han kyrkoherde i Björkebergs församling. Han begravdes 23 september 1696 i Björkebergs socken.

### Familj
Alinus hustru avled 1692. De fick tillsammans barnen Gothofrid Alinus (1660–1699), Beata, Kerstin, Christopher (född 1665) och Eric (1671–1682)